# Misja Gdańsk
Misja Gdańsk – polski film z 2012 roku. Pierwszy w Europie film fabularny w technologii 5D